# إد ريجيس
إد ريجيس (بالإنجليزية: Ed Regis)‏ هو فيلسوف وكاتب أمريكي، ولد في 1944.

## وصلات خارجية
- إد ريجيس على موقع ديسكوغز (الإنجليزية)